# گورستان ساروداش ۱
قبرستان ساروداش ۱ مربوط به دوران‌های تاریخی پس از اسلام است و در شهرستان بوئین‌زهرا، بخش آوج، روستای بی آب واقع شده و این اثر در تاریخ ۲۵ خرداد ۱۳۸۱ با شمارهٔ ثبت ۵۷۵۰ به‌عنوان یکی از آثار ملی ایران به ثبت رسیده است.